# Marly Sarney
Marly Macieira Sarney GCC (São Luís, 4 de dezembro de 1931) é a esposa de José Sarney, o 31.º presidente do Brasil, exercendo a função de primeira-dama do país entre 1985 e 1990. Marly também foi a segunda-dama do Brasil durante a posse de Sarney como presidente interino, de 15 de março de 1985 até a morte de Tancredo Neves em 21 de abril do mesmo ano. Antes de ocupar o cargo de primeira-dama nacional, ela já havia exercido essa função no Maranhão de 31 de janeiro de 1966 até 14 de maio de 1970.
Marly conheceu José Sarney em 1946, e após seis anos de relacionamento, o casal se casou. Eles tiveram três filhos, entre os quais se destacam Sarney Filho, que atuou como ministro do Meio Ambiente, e Roseana Sarney, que ocupou o cargo de governadora do Maranhão em dois mandatos, sendo a 57.ª e 60.ª a exercer a função.
Durante seu tempo como primeira-dama, Marly Sarney teve um papel ativo em diversas iniciativas sociais e culturais, destacando-se por seu compromisso com a melhoria das condições de vida e a promoção da cultura no Brasil. Sua trajetória, marcada por envolvimento político e social, reflete a evolução da política brasileira e a importância das primeiras-damas no contexto das ações sociais e das políticas públicas no país.

## Vida pessoal

### Família
Marly é a única filha de Vera Pádua Macieira e de Carlos Macieira, um famoso médico da capital maranhense, que dá nome a um hospital homônimo. Ela tem dois irmãos: o economista e político Roberto Macieira, ex-prefeito de São Luís, e o psiquiatra Claudio Macieira.

### Casamento

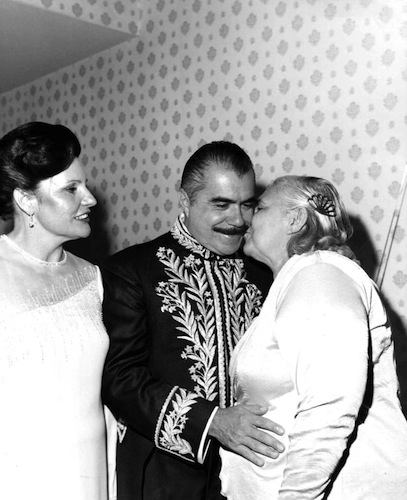
Marly na posse de José Sarney na Academia Brasileira de Letras, em 1980.

Marly e seu marido se conheceram em 1946, quando ela tinha catorze anos de idade. Sarney tendo sido seu primeiro e único namorado, após o namoro e noivado, casaram-se em 12 de julho de 1952. Eles tiveram três filhos: a política e socióloga Roseana Sarney, nascida em 1 de junho de 1952; o empresário Fernando Sarney, nascido em 7 de janeiro de 1955; e o político e advogado Sarney Filho, nascido em 14 de junho de 1957.
Marly era a moça mais bonita do Maranhão, de família abastada, e eu, aquele pobretão, jornalista e poeta. Eu estava totalmente apaixonado. Fazia versos e por ela tinha o carinho que foi da vida inteira. Filha única, acostumei-me logo a suas vontades.
Com a exceção do segundo filho, os demais enveredaram para a carreira política, tendo ocupado importantes cargos nas esferas legislativa e executiva. Em razão disso, a família é referida muitas vezes pela imprensa como "Clã Sarney".
Marly e José Sarney tinham, em janeiro de 2019, nove netos e três bisnetos.
O casal reside na Ilha de Curupu, em Raposa, que foi deixada como herança pelo pai de Marly.

### Primeira-dama do Maranhão
Marly tornou-se a primeira-dama do Maranhão aos trinta e três anos de idade quando seu marido foi eleito como governador em 1965 e serviu como primeira-dama do estado de 31 de janeiro de 1966 a 14 de maio de 1970.

## Primeira-dama do Brasil

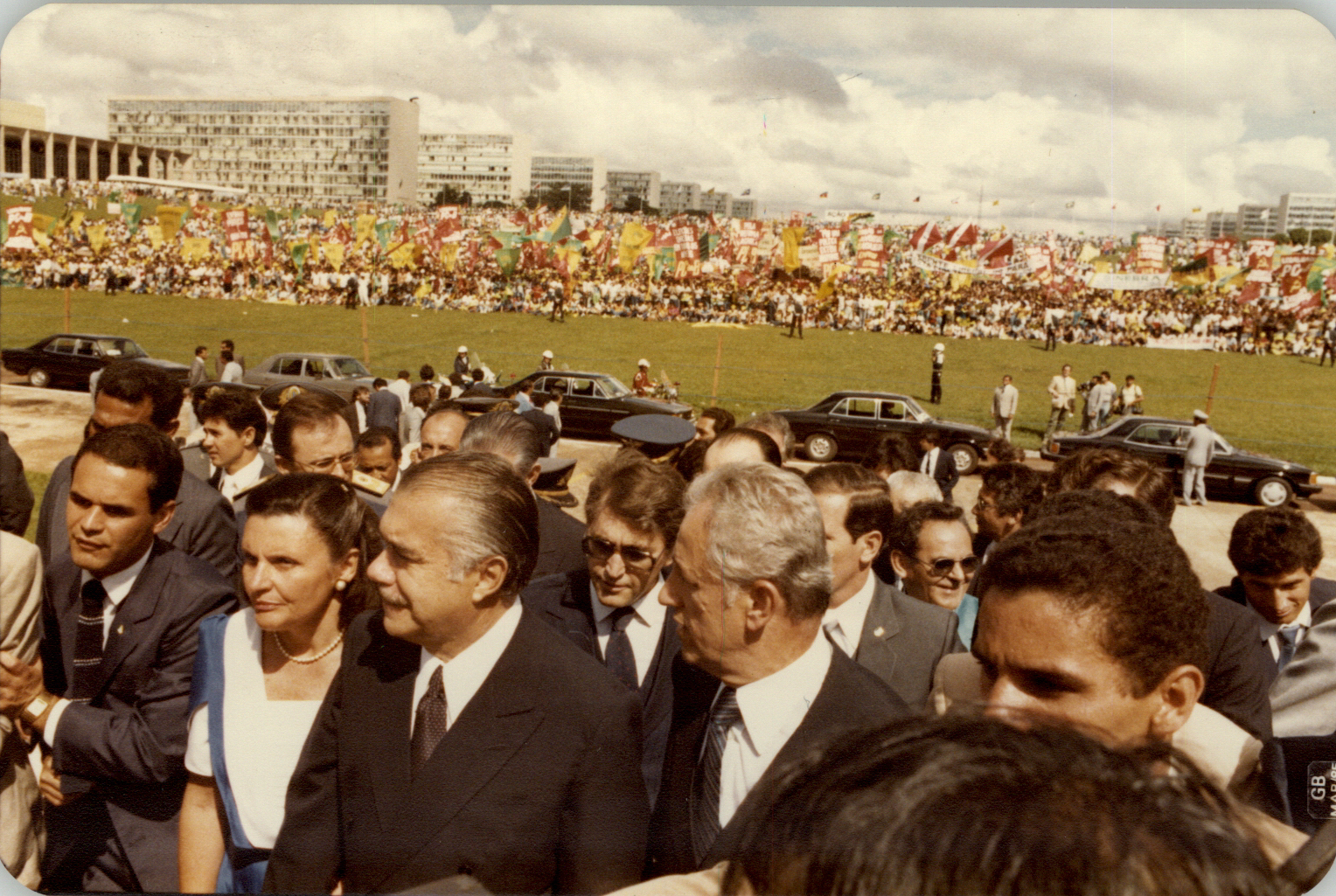
Marly Sarney ao lado do marido no dia da posse.

Com a redemocratização do país, Marly inaugurou o rol das primeiras-damas pós-ditadura militar, de maneira que Dulce Figueiredo foi a última esposa de presidente militar. A posição poderia ter sido ocupada por Risoleta Neves, mas seu marido, o presidente eleito Tancredo Neves, acabou por falecer antes de tomar posse, abrindo caminho para que seu vice, José Sarney, assumisse o país.
Embora tenha sido tímida e discreta em seu papel, e jamais opinado sobre os assuntos do governo, atuou como presidente do Conselho Administrativo da Legião Brasileira de Assistência (LBA) até o ano de 1988.
Em 18 de agosto de 1986, Marly assumiu em sessão solene a presidência do Conselho Nacional da CNEC (Campanha Nacional de Escolas da Comunidade), tendo sucedido a Aderbal Jurema no cargo, que falecera naquele ano.
Em 13 de dezembro de 1986, ela participou, como madrinha, do lançamento da corveta Inhaúma (V-30), da Marinha do Brasil. Em 17 de julho de 1987, após participar da reinauguração do banco de leite do Hospital de Base de Porto Velho, em Rondônia, Dona Marly visitou em passeio com a comitiva da Legião Brasileira de Assistência as ruínas do Real Forte Príncipe da Beira, na fronteira com a Bolívia. Na ocasião, após uma aula de história sobre o local, foi discutida a reestruturação da antiga fortaleza, e Marly opinou então que as ruínas deveriam ser "deixadas como estavam".
Em outubro de 1987, dona Marly Sarney foi aconselhada por Cléia Carvalho, esposa do então deputado Cid Carvalho, a procurar um padre do movimento de Renovação Carismática Católica para realizar um ritual de "exorcismo" com o objetivo de "espantar os males" no Palácio da Alvorada, após a comissão de sistematização do Congresso constituinte decidir pelo mandato presidencial de quatro anos para Sarney, e não cinco anos como ele desejava, o que causou depressão ao presidente. Muito católica, dona Marly tinha a indicação do padre Júlio Negrizzolo (1924-2009), da Paróquia Nossa Senhora do Perpétuo Socorro em Brasília; no entanto, ela optou por chamar o frade franciscano Inocêncio Pereira de Souza, da Paróquia de Nossa Senhora de Copacabana, no Rio de Janeiro, depois de convencer o presidente e sua família a autorizar uma solenidade religiosa de duas horas para "afastar Satanás e as forças do mal" na residência presidencial.

### Viagens oficiais
Marly e José Sarney fizeram viagem oficial a Cabo Verde em 10 de maio de 1986, onde foram recebidos pelo Presidente Aristides Pereira e pela primeira-dama Carlina Pereira.
Em 10 de julho de 1986, Marly e o presidente Sarney realizaram uma visita oficial ao Papa João Paulo II, no Vaticano.
Em viagem oficial aos Estados Unidos em setembro de 1986, Marly e seu marido foram recebidos pelo Presidente Ronald Reagan e pela primeira-dama Nancy Reagan com honras de Chefe de Estado, salva de tiros de canhão e desfile militar.
Marly acompanhou seu marido ao Japão para comparecer aos funerais do Imperador Hirohito. Desembarcaram em Tóquio no dia 22 de fevereiro de 1989, onde tiveram seu primeiro encontro com o imperador Akihito e a imperatriz Michiko, no Palácio Akasaka.

## Vida pós-presidência
Em julho de 2005, o senador Antônio Leite (PMDB-MA), disse que o Brasil "conhece pouco" as virtudes de Marly Sarney:
Longe dos holofotes e das badalações, no silêncio e no recolhimento de sua personalidade, Dona Marly tem a dimensão do sublime, consciente da importância de sua presença, sem palavra, manifestação de desagrado ou exuberância diante do poder.
Além disso, o senador comparou a figura da ex-primeira-dama à necessidade da imitação de Jesus Cristo, ao citar a frase "no silêncio e na quietude cresce a alma devota", de um livro da mística católica. O senador Antônio Carlos Magalhães, que estava presente na ocasião, concordou com o colega, afirmando que Marly serve de exemplo para as primeiras-damas estaduais e demais primeiras-damas.
Marly foi vice-presidente do Conselho Nacional Consultativo da Campanha Nacional de Escolas da Comunidade (CNEC). Ao lado de seu segundo filho, o ex-ministro do Meio Ambiente, é uma defensora do meio-ambiente.

## Homenagem
A Maternidade Marly Sarney foi fundada no ano de 1974, pelo governador Pedro Neiva de Santana.

### Rebatismo da Maternidade Marly Sarney
Um importante hospital materno em São Luís tinha, oficialmente, o nome de Marly Sarney até o ano de 2017, quando o Ministério Público do Maranhão intimou o governo estadual a mudá-lo com base na Lei 6.454/1977.
A antiga Maternidade Marly Sarney acabou então rebatizada como Maternidade de Alta Complexidade do Maranhão pelo governador Flávio Dino, que é adversário político de Roseana Sarney. O hospital e vários outros prédios e vias públicas no Maranhão haviam recebido nomes de pessoas vivas da família Sarney, o que suscitou denúncias por improbidade administrativa. Posteriormente, José Sarney criticou a ação como "mesquinharia" e chamou o governador Dino de "maior tirano da humanidade".

## Saúde
Marly Sarney sofre de diabetes e hipertensão. No dia 24 de julho de 2009, ela sofreu um acidente ao escorregar em um tapete, em sua residência em São Luís, fraturando seu ombro esquerdo em quatro pontos. Foi transferida para o Hospital Sírio-Libanês dois dias depois, para uma cirurgia de reconstituição de ossos, da qual seguiu-se recuperando bem.
Em março de 2012, Marly Sarney foi submetida a um tratamento para coluna, no Hospital Neurológico de Goiânia.
Em março de 2018, ela realizou um tratamento médico em Nova York, nos Estados Unidos, tendo sido acompanhada por seu marido e um funcionário encaminhado pelo Palácio do Planalto.
Marly sofreu uma queda no banheiro de sua casa no dia 11 de julho de 2020, fraturando o fêmur. Ela foi internada na Unidade de Terapia Intensiva do Hospital Sírio-Libanês, em Brasília, onde passou por uma cirurgia.

## Honra
| Insígma | País     | Honra                                                                                           | Data                 |
| ------- | -------- | ----------------------------------------------------------------------------------------------- | -------------------- |
|         | Portugal | Grã-Cruz da Ordem Militar de Cristo, concedida pelo presidente Mário Alberto Nobre Lopes Soares | 14 de julho de 1986. |